# ロケッツ
ロケッツ（Rockets）は、フランスのスペース・ロック・バンド。

## 概要
1974年にパリで結成。その後、1978年にイタリアに拠点を移す。
バンドは1986年に活動休止。1992年に一年間だけ再結成したのちに解散。2000年に活動を再開するが、他のメンバーが再結成に同意しなかったため、それまでのメンバーからはファブリス・クアグリオッティのみが参加している。
イギリスのニュー・ウェイヴ・バンド、クラシックス・ヌーヴォーのメンバーであったサル・ソロが自身のバンド解散後、1984年から1986年までの2年間在籍していた。

## メンバー

### 現在のメンバー
- ファブリ・キアレッリ (Fabri Kiarelli) - ボーカル (2023年- )
- ジャンルカ・マルティーノ (Gianluca Martino) - ギター (2004年- )
- ロザリー・リコボーノ (Rosaire Riccobono) - ベース (2004年- )
- ファブリス・クアグリオッティ (Fabrice Quagliotti) - キーボード (1977年- )
- エウジェニオ・U・G・モリ (Eugenio U. G. Mori) - ドラム、パーカッション (2005年- )

### 旧メンバー
- パトリック・マレット (Patrick Mallet) - ドラム (1974年)
- ギ・マラトラ (Guy Maratrat) - ギター (1974年-1975年)
- アンドレ・トゥス (André Thus) - キーボード (1974年-1975年)
- クリスチャン・ル・バーツ (Christian Le Bartz) - ボーカル、ヴォコーダー (1974年-1983年)
- アラン・グロッツィンガー (Alain Groetzinger) - ドラム、パーカッション (1974年-1983年)
- "リトル"・ジェラール・レール ("Little" Gérard L'Her) - ベース、ボーカル (1974年-1984年)
- アラン・マラトラ (Alain Maratrat) - ギター、キーボード (1974年-1992年)
- ミシェル・グーベ (Michel Goubet) - キーボード (1976年-1977年)
- ベルナール・トレッリ (Bernard Torelli) - ギター (1975年-1976年)
- ベルタン・ユーゴ (Bertin Hugo) - キーボード (1977年)
- サル・ソロ (Sal Solo) - ボーカル (1984年-1992年)
- リトル・B. (Little B.) - ドラム (2000年-2005年)
- ジョン・ビアンケイル (John Biancale) - ボーカル (2006年-2022年)

## ディスコグラフィ

### スタジオ・アルバム
- 『未来の子供たち ロケッツ・デビュー』 - Rockets (1976年)
- On the Road Again (1978年)
- Sound of the Future (1979年)
- Plasteroïd (1979年)
- Galaxy (1980年)
- π 3,14 (1981年)
- Atomic (1982年)
- 『盲点』 - Imperception (1984年)
- One Way (1986年)
- Another Future (1992年)
- Don't Stop (2003年)
- Kaos (2014年)
- Wonderland (2019年)
- Alienation (2021年) ※1980年-1981年録音
- Time Machine (2023年)
- The Final Frontier (2024年)

### ライブ・アルバム
- Live (1980年)

### コンピレーション・アルバム
- Galactica (1982年)
- Greatest Hits (1996年)
- Hits & Remixes (1996年)
- The Definitive Collection (2000年)
- Original Greatest Hits (2003年)
- Rocket Fuel (2005年)
- The Silver Years (2007年) ※7枚組、デジタル・リマスター
- A Long Journey (2009年)